# Церква Покрови Пресвятої Богородиці (Вільховець)
Церква Покрови Пресвятої Богородиці у Вільховці — парафія і храм греко-католицької громади Мельнице-Подільського деканату Бучацької єпархії Української греко-католицької церкви в селі Вільховець Чортківського району Тернопільської области.

## Історія церкви
У 1701 році в центрі села була збудована дерев'яна церква Покрови Пресвятої Богородиці, яку освятили у 1712 році. Вона належала до греко-католицької церкви Кам'янець-Подільського протопресвітеріату.
У 1936–1938 роках на місці старої церкви збудували нову за проєктом архітектора Асома Левінські. Іконостас та ікони зі старої церкви передали до Львівського музею. Новий храм зводили за кошти парафіян та меценатів з-за кордону.
З 1946 по 1990 рік парафія належала до РПЦ, а у 1990 році повернулася в лоно УГКЦ.
При парафії діють братства «Матері Божої Неустанної Помочі» та «Апостольство молитви», а також спільнота «Матері в молитві». У селі є фігура Божої Матері та хрести парафіяльного значення. У власності парафії перебуває проборство.

## Парохи
- о. Яків Чиборович,
- о. Стефан Іскович (до березня 1946),
- о. Микола Сус (1990—2013),
- о. Михайло Полівчук (з 2013).
- о. Володимир Старик (2015—2025)